# Ecitocobius comissator
Genre
Espèce
Ecitocobius comissator, unique représentant du genre Ecitocobius, est une espèce d'araignées aranéomorphes de la famille des Corinnidae.

## Distribution
Cette espèce est endémique de l'État d'Amazonas au Brésil,.

## Description
Le mâle holotype mesure 2,80 mm.

## Éthologie
C'est une araignée myrmécomorphe qui se rencontre avec des fourmis du genre Eciton.

## Publication originale
- Bonaldo & Brescovit, 1998 : On Ecitocobius, a new genus from central Amazonia with comments on the tribe Attacobiini (Arachnida, Araneae, Corinnidae, Corinninae). Spixiana, vol. 21, p. 165-172 (texte intégral).